# Гарбьери, Лоренцо
Лоренцо Гарбьери (итал. Lorenzo Garbieri; 1580, Болонья — 5 апреля 1654, Болонья) — итальянский живописец периода маньеризма и раннего барокко, болонской школы.

## Жизнь и творчество
Лоренцо Гарбьери родился в Болонье в 1580 году. Он был одним из художников мастерской Лодовико Карраччи, отчего получил прозвание «внучонка Карраччи» (il nipote dei Carracci). Находился также под влиянием эффектов светотени живописи Караваджо и Леонелло Спада. «Воспитанный в новом художественном климате, сформированном натуралистической реформой Карраччи, в отличие от многих художников, переехавших в Рим в начале XVII века вслед за Аннибале и Агостино, Гарбьери почти всю жизнь оставался в Болонье, верный уроку своего главного учителя Лодовико Карраччи».
Лоренцо Гарбьери работал в разных городах Италии. Он написал пять алтарных картин для капеллы Благовещения в церкви Сан-Бартоломео в Модене. Он работал в Милане и Мантуе. Отвергнув предложение стать придворным художником в Мантуе, он вернулся в Болонью. Писал картины и фрески религиозного, мифологического и аллегорического содержания. Он взял невесту с богатым приданым, однако его художественная карьера относительно быстро пошла на спад. Его сын и ученик Карло Гарбьери стал живописцем исторического жанра.

## Галерея
- Бог-Отец. Между 1635 и 1654. Дерево, масло. Музей искусств в Эль-Пасо, Техас
- Цирцея. Холст, масло. Национальная пинакотека, Болонья
- Мадонна с Младенцем и со святыми Чечилией и Альбертом. 1615. Медь, масло. Капитолийские музеи, Рим
- Мадонна с Младенцем, Святой Феличией и её сыновьями
- Сбор манны небесной. Холст, масло. Палаццо Диаманти, Феррара

## Избранные работы
- Оплакивание Христа (Compianto sul Cristo morto). 1600—1602. Фрески. Церковь Сан-Коломбано, Болонья
- Снятие с креста. 1600—1605. Холст, масло. 224x183 (300x240). Церковь Сант-Антонио-Абате, Милан
- Раскаяние Св. Карло Борромео в процессии во время чумы (San Carlo Borromeo penitente in processione durante la peste). 1611—1612. Холст, масло. Базилика Сан-Паоло-Маджиоре, Болонья
- Цирцея. Холст, масло. 66x52. Национальная пинакотека, Болонья
- Мученичество Св. Фелиции (Martirio di Santa Felicita) и Наказание сыновей св. Фелиции (La Strage dei Figli di Santa Felicita). 1613—1626. Холст, масло. Церковь Сан-Маурицио, Мантуя
- Падение Симона-волхва (Caduta di Simon mago). Национальный музей, Неаполь
- Несение тела св. Стефана (Trasporto del corpo di s. Stefano). Галерея Дураццо Паллавичини, Генуя